# Slipstream (film, 2007)
Slipstream  är en amerikansk science fiction-film skriven, regisserad, musiksatt och spelad av Anthony Hopkins. Den följer en manusförfattare som fastnar i en slipstream av tid, minnen, fantasi och verklighet.  Filmen visades första gången på 2007 års Sundance Film Festival.

## Rollista
- Anthony Hopkins - Felix Bonhoeffer
- Stella Arroyave - Gina, the wife. (Arroyave är Anthony Hopkins fru.)[3]
- Christian Slater - Ray / Matt Dodds / Polisman #2
- John Turturro - Harvey Brickman
- Camryn Manheim - Barbara
- Jeffrey Tambor - Geek / Jeffrey / Dr. Geekman
- S. Epatha Merkerson - Bonnie
- Fionnula Flanagan - Bette Lustig
- Christopher Lawford - Lars
- Michael Clarke Duncan - Mort / Phil
- Lisa Pepper - Tracy
- Kevin McCarthy - som sig själv
- Gavin Grazer - Gavin
- Aaron Tucker - Chaufför / Aaron
- Lana Antonova - Lily
- Jana Thompson

### Fotnoter
1. ↑  ”Slipstream”. Moviefone. Arkiverad från originalet den 16 maj 2008. https://web.archive.org/web/20080516233558/http://movies.aol.com/movie/slipstream/26988/main. Läst 19 oktober 2007.
2. ↑  http://www.boxofficemojo.com/movies/?id=Slipstream.htm
3. ↑  ”Sir Anthony makes a star of his Missus”. Liverpool Daily Post. 17 januari 2007.